# Młynky (obwód czerniowiecki)
Młynky (ukr. Млинки) – wieś na Ukrainie, w obwodzie czerniowieckim, w rejonie dniestrzańskim, w hromadzie Kliszkiwci. W 2001 liczyła 484 mieszkańców.